# Quintus Caecilius Epirota
 Quintus Caecilius Epirota est un enseignant latin et critique littéraire du Ier siècle av. J.-C..

## Biographie
Né à Tusculum au Ier siècle av. J.-C., il était l’affranchi d'Atticus, un chevalier romain ami et correspondant de Cicéron. Selon Suétone, il fut suspecté d’une trop grande intimité avec une de ses élèves, la fille de son patron et l'épouse de Marcus Agrippa. Chassé, il se réfugia chez Caius Cornelius Gallus et vécut avec lui « dans la plus étroite union ». Selon Suétone, ce serait l'une des causes principales de la condamnation de Gallus par Auguste. C’est après la condamnation et la mort de son ami, en -26, qu'il ouvrit une école. Il eut cependant peu d'élèves, préférant par ailleurs enseigner à des jeunes hommes (adulescentes). On place donc son floruit dans les années -20.

## Des innovations dans l'enseignement de la littérature latine
Selon Suétone, il contribua au renouvellement de l’enseignement secondaire par deux innovations. D'une part il fut le premier à introduire les discussions ex tempore en latin. La nature exacte de cette innovation est cependant difficile à caractériser, selon Kenneth Quinn, Epirota aurait pratiqué un séminaire plutôt informel, ce qui convient bien par ailleurs à l'âge de son public préféré. D'autre part, alors que les « grammatici » enseignaient surtout les auteurs anciens comme Ennius (239-169 av. J.-C.) ou Livius Andronicus (280-204) et les comiques latins adaptés pour les écoles, vers 26 av. J.-C., Epirota introduisit l'enseignement d'auteurs contemporains comme « Virgile et les autres poètes nouveaux ». L'expression de poètes nouveaux désigne vraisemblablement Horace, Properce et Tibulle puisque Valerius Caton avait déjà introduit dans son enseignement les œuvres de son contemporain Catulle. En étendant une telle pratique Epirota faisait que désormais l'œuvre d'un poète contemporain pouvait être promue par l'autorité des critiques. Epirota avait sans doute connu personnellement Virgile, ayant appartenu aux mêmes cercles littéraires et aristocratiques, mais sa décision d'enseigner son œuvre eut des conséquences bien plus considérables si l'on considère le rôle central que l'œuvre de Virgile prit par la suite dans l'enseignement littéraire latin.

### Sources antiques
- Suétone, De grammaticis et rhetoribus, 16.

### Études
- Jacques Flament, Macrobe et le néo-platonisme latin à la fin du IVe siècle, Collection « Études préliminaires aux religions orientales dans l’empire romain », Brill, Leiden, 1977, p. 256.
- Henri Irénée Marrou, Histoire de l’éducation dans l’Antiquité. 2 le monde romain, p. 42 et 256.
- K. Quinn, « Poet and audience in the Augustan Age », ANRW, 30-1, 1982, p. 110-112
- R.J. Tarrant, « Aspects of Virgil’s reception in antiquity » dans C. Martindale éd., The Cambridge companion to Virgil, CUP, Cambridge, 1997, p. 56-72.